# Перниц, Александр Фёдорович

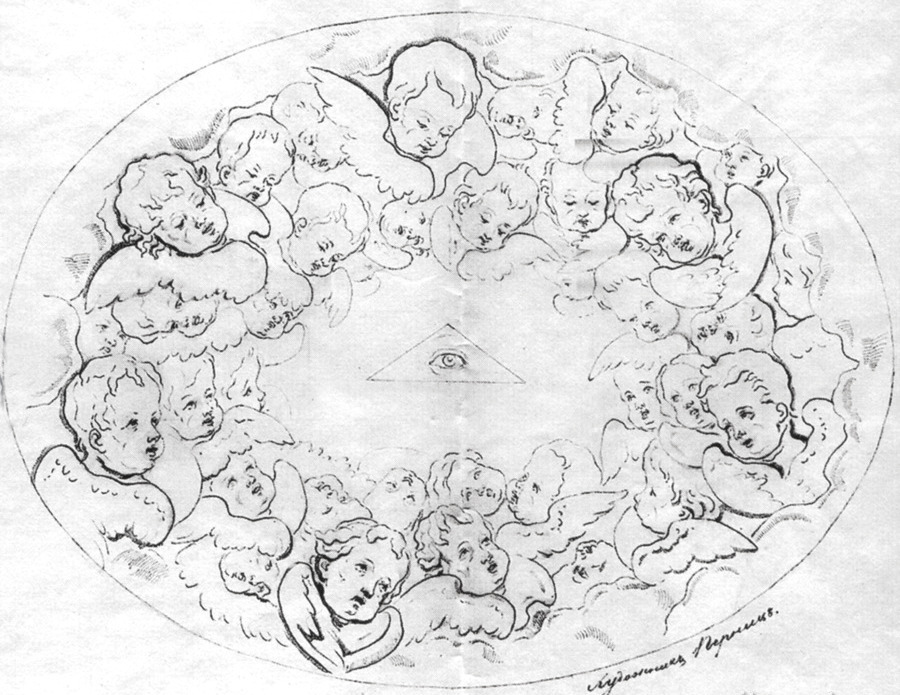
Херувимы вокруг Всевидящего Ока (1847). Расписное стекло в просвете церкви Гатчинского дворца (до настоящего времени не сохранилось)

Александр Фёдорович Перниц, Пернц (14 [26] ноября 1809 — 14 [26] марта 1881) — российский живописец по стеклу; пионер в русском витражном деле.

## Биография
Александр Перниц родился в 1810 году; происходил из обер-офицерских детей. Художественное образование получил в Императорской Академии художеств, где был учеником профессора-портретиста Александра Варнека. В 1831 году он получил малую и большую серебряные медали за рисунки с натуры, а в следующем году был выпущен из Академии со званием свободного художника.
С 30 октября 1836 года Перниц был определен преподавателем рисования в школу петербургского Фарфорового завода. Он участвовал своими трудами в украшении залы выставки изделий в 1838 году и, по предписанию Кабинета Его Императорского Величества, с 1843 года занимался живописью на стекле для загородных дворцов.
Когда в 1845 году Перниц представил в Академию художеств одну из подобных работ с изображением царицы Александры, бывшую потом на выставке 1846 года, Совет Академии положил: «Как Перниц за успешный опыт в этом роде живописи, у нас еще доселе новой, достоин ободрения, то и предоставить Его Императорскому Высочеству Президенту ходатайствовать о нем у Его Императорского Величества, по благоусмотрению Его Императорского Высочества». В 1848 году эта работа была установлена в алтаре церкви при Александринской женской больнице в Петербурге (позднее здесь расположился Российский научно-исследовательский нейрохирургический институт имени профессора А. Л. Поленова; само произведение до наших дней не сохранилось). После того А. Перниц исполнил алтарное окно в Исаакиевском соборе с изображением Воскресения Христова.
4 июня 1855 года Перниц «по расстройству здоровья» вышел в отставку (художник практически ослеп на вредном производстве) с пенсией по 190 рублей в год и с единовременным пособием в размере 570 pублей, составлявшем годовой оклад его жалованья.
Одним из учеников Перница был Павел Семёнович Васильев.